# Japonia shigetai
Japonia shigetai é uma espécie de gastrópode da família Cyclophoridae.
É endémica de Japão.